# 长尾黄鼠
长尾黄鼠（学名：Citellus undulatus）为松鼠科黄鼠属的动物。在中国大陆，分布于黑龙江、新疆、内蒙古等地，常见于山地草原。该物种的模式产地在西伯利亚色楞格河。

## 亚种
- 长尾黄鼠阿尔泰亚种（学名：Citellus undulatus eversmanni），Brandt于1841年命名。在中国大陆，分布于新疆（阿尔泰山）等地。该物种的模式产地在阿尔泰山。[2]
- 长尾黄鼠东北亚种（学名：Citellus undulatus menzbieri），Ognev于1937年命名。在中国大陆，分布于黑龙江（呼玛）等地。该物种的模式产地在西伯利亚东部黑龙江上游。[3]
- 长尾黄鼠天山亚种（学名：Citellus undulatus stramineus），Obolensky于1927年命名。在中国大陆，分布于阿拉套山、新疆（伊犁天山、乌鲁木齐以西北天山）等地。该物种的模式产地在蒙古杭爱山东南部喇嘛葛根。[4]